# Усьце (Любуське воєводство)
Усьце (пол. Uście, нім. Neu Tepperbuden) — село в Польщі, у гміні Кольсько Новосольського повіту Любуського воєводства.
Населення — 225 осіб (2011).
У 1975-1998 роках село належало до Зеленогурського воєводства.

## Демографія
Демографічна структура станом на 31 березня 2011 року:
|          | Загалом | Допрацездатний вік | Працездатний вік | Постпрацездатний вік |
| -------- | ------- | ------------------ | ---------------- | -------------------- |
| Чоловіки | 124     | 27                 | 80               | 17                   |
| Жінки    | 101     | 15                 | 55               | 31                   |
| Разом    | 225     | 42                 | 135              | 48                   |